# Nancy Grant
Nancy Grant est une productrice franco-québécoise,.
Elle est principalement connue pour être la productrice des réalisateurs Xavier Dolan, Anne Émond, et Monia Chokri. Elle a remporté de nombreux prix dont le César du meilleur film étranger, en 2015 ainsi que deux nominations à l'Oscar du meilleur film étranger. Elle est copropriétaire de la société de production Sons of Manual avec Xavier Dolan.

## Filmographie

### Longs-métrages
- 2011 : Nuit #1 de Anne Émond
- 2013 : Tom à la ferme de Xavier Dolan
- 2014 : Mommy de Xavier Dolan
- 2014 : Que ta joie demeure de Denis Côté
- 2014 : Félix et Meira de Maxime Giroux
- 2015 : Les Êtres chers de Anne Émond
- 2016 : Juste la fin du monde de Xavier Dolan
- 2016 : Maudite Poutine de Karl Lemieux
- 2018 : Ma vie avec John F. Donovan de Xavier Dolan
- 2019 : La Femme de mon frère de Monia Chokri
- 2019 : Matthias et Maxime de Xavier Dolan
- 2019 : It Must Be Heaven de Elia Suleiman
- 2021 : Charlotte d'Eric Warin et Tahir Rana
- 2023 : Simple comme Sylvain de Monia Chokri
- 2023 : La Bête de Bertrand Bonello

### Courts-métrages
- 2006 : Passage de Karl Lemieux
- 2007 : L'appel du Vide de Albéric Aurtenèche
- 2007 : Code 13 de Matthieu Denis
- 2013 : College Boy de Xavier Dolan
- 2013 : Quelqu'un d'extraordinaire

## Récompenses
- Prix Écrans canadiens du meilleur film
- César du meilleur film étranger pour Mommy

## Nominations
- 2014 : Oscar du meilleur film en langue étrangère pour Félix et Meira
- 2016 : Oscar du meilleur film en langue étrangère pour Juste la fin du Monde
- 2016 : César du meilleur film étranger pour Juste la fin du Monde